# Сильвія Германова
Сильвія Германова (12 лютого 1961) — болгарська баскетболістка.

Срібна призерка Олімпійських ігор 1980 року.